# 월드 브레인

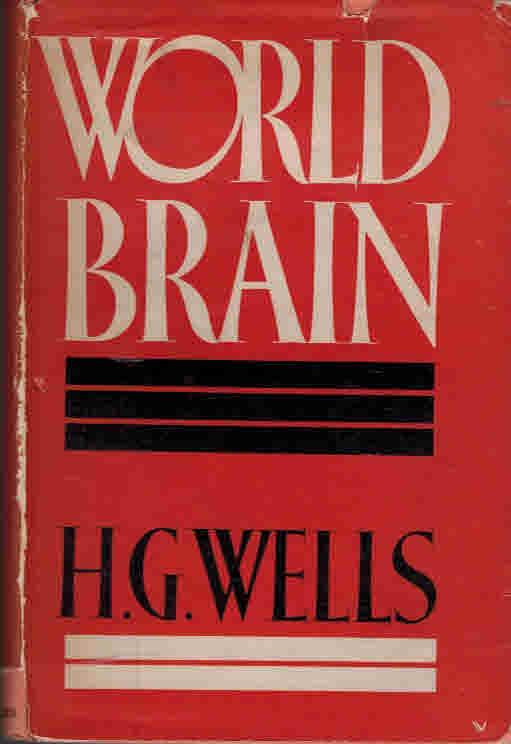

《월드 브레인》(World Brain) 또는 세계 두뇌는 두 세계 대전의 틈바구니에 낀 안개 정세 속에서 "세계 문제"의 해결과 "세계 평화"의 보장을 노린 H. G. 웰스의 수필집의 제목이자 전략의 상징이다. 그의 전략은 한마디로 정보 혁명, 또는 구체적으로 교육 개혁이었다. 그는 시대 정신에 맞지 않은 대학 교육과 도서관과 백과사전을 범세계적으로 최적화하여 공교육을 혁신함으로써 흔들리는 세계 서민을 똑똑한 세계 시민으로 길러내기 위한 "공개적 음모"을 제안하고, 또 그같은 목표를 향하여 크게 이바지하였다. 김영삼 정권의 "교육 개혁"도 김대중 정권의 "지식 사회"도 알게 모르게 웰스의 영향을 받았을 지도 모른다.
웰스는 그때의 다른 과학자들처럼 마이크로필름 기술이 가장 유망한 정보 기술이라 믿었고, 나아가 그것이 그가 바라던 엄청난 정보 혁명을 가져다 줄 것이라고 굳게 믿었다. 그런데, 그때 지배적이던 예상을 뒤엎고, 컴퓨터가 이내 새로 등장하여 마이크로필름보다 훨씬 더 뛰어난 정보 기술임을 입증하였고, 웰스의 이상에 한걸음 한걸음 다가가는 원동력이 되었다. 그 과정을 간추려 보면 아래와 같다:
1. 인터넷 (통신망 세계화 이내 대중화)
2. 인터넷 프로토콜 스위트 (범세계적 단일화)
3. 애플 컴퓨터 (개인용 컴퓨터 대중화)
4. 가이드 (하이퍼텍스트) (하이퍼텍스트 대중화)
5. 월드 와이드 웹 (하이퍼텍스트 세계화)
6. 넷스케이프 (웹 대중화)
7. 야후 및 구글 (웹 색인화)
8. 리서치 인덱스 (인용 색인화)
9. 위키 프로그램 (웹 편집 대중화)
10. 위키백과 (백과사전 세계화)
11. 유니버설 라이브러리 (전자 도서관 세계화).

## 개관
《월드 브레인》은 1938년에 출판된 영국 작가 H. G. 웰스의 수필집의 제목이다. 그중 몇편은 1937년 연설에서 처음 소개되었다. 웰스는 그 책의 여러 군데에서 서민 대중이 계몽된 세계 시민으로 거듭나도록 도와줄 범세계적 백과사전의 진화를 바라는 그의 구상을 소개한다.
〈현대 세계의 두뇌 조직〉이라는 수필은 "정신 활동을 도와줄 정보 거래소, 지식과 아이디어를 수집하여 분류하고 요약하고 해설하고 인증하고 비교하는 정보 창고"(원문 p. 49)에 대한 웰스의 비전을 제시한다. 마이크로필름 같은 기술 발달을 이런 목적에 적용함으로써 "세계 어느 곳의 어느 학생이든 자기 공부방에 앉아서 자기 프로젝터를 가지고 아무 때나 어떤 책이든 어떤 문서든 복사된 형태로 검토할 수 있을 것이다"(원문 p. 54) 라고 웰스는 내다봤다.
한편, 정보 과학 창시자의 한사람인 폴 오틀레도 몇 년전에 웰스처럼 인간의 모든 지식을 모든 사람들이 이용가능하게 하는 자동화 시스템을 구상하였다고 한다. 
웰스는 사회주의자들의 모임인 파비안 협회 그리고 국제 연맹과 국제 펜 클럽 등에 관여하였으며, 월드 브레인 구상은 줄잡아, 그가 말하는 "세계 문제"의 해결 곧 세계 대전에서 국가간의 상호 파괴의 위험성을 해소하도록 도우려는 것이었다. 웰스는 교육 정보망의 제창으로 박수를 받고, "새로운 세계 질서"의 제창으로 비난을 받았다. 월드 브레인이라는 웰스의 구상은 최근에는 글로벌 브레인이라는 이름으로 다시 살아났다.
웰스는 월드 브레인의 추진을 1937년에 처음으로 제창하면서, 과거의 백과사전은 소수 엘리트의 요구만을 만족시켰다고 지적했다. 그런 책들은 공교육 개념이 아직 자리잡지 않았던 시절에 "신사들을 위해서 신사들에 의해서" 저술되었다는 것이다. 〈월드 브레인: 항구적인 월드 엔사이클로피디아 구상〉이라는 제목의 수필에서, 웰스는 그 무렵의 백과사전들이 기록된 지식의 지속적 증가 그리고 쉽게 접근가능한 정확한 정보를 요구하는 서민들의 증가에 적응하는 데 어떻게 실패했는지 설명한다. 19세기 백과사전은 18세기 방식, 체제, 규모를 답습했다. "현재 우리 백과사전은 자동차와 비행기에 걸맞기보다 아직도 말과 마차 시대의 수준에 머물러 있다"고 지적한다.
웰스는 또 그 무렵의 대학교, 중고등학교, 도서관 등에서 중대한 결함을 발견한다. 학교의 수효는 늘어났지만, 그학교들은 "곤경에 빠진 위험한" 시대가 요구하는 지식을 많이 끌어들이지 않았다. 이처럼 빈약한 바탕 때문에, 대학은 현대 사회가 제공하는 발전과 기회보다는 과거의 교육 수준에 머물렀다. 그러나, 웰스는 전통적으로 보수적인 이같은 시스템의 개선보다는, 지식을 수집하고 조직화하고 배포할 수 있도록 잘 설계된 완전히 새로운 "세계 기구"의 필요성을 주장한다. 그는 이것을 "항구적인 월드 엔사이클로피디아"라고 이름짓고, 사회의 실질적 요구를 비롯하여 범세계적 공교육까지 모든 것을 포함시키고자 한다. 더욱, 그는 지식의 색인을 유지하고 갱신하는 업무를 담당할 요원들의 중요성을 설명한다. 지식을 시각적 기록으로 제공할 수 있는 마이크로 사진기술도 더없이 중요할 것이다.
웰스는 이 기술에서 세계를 바꿀 수 있는 잠재력을 보았다. 월드 엔사이클로피디아의 창출은 "우리가 요즘에는 꿈꾸기 어려운 상호 이해 그리고 공동 목적과 공동 번영을 향한 합의"가 있었던 과거의 평화로운 시절을 되살릴 수 있을 것이라고 그는 믿었다. 그에 따르면, "항구적 월드 엔사이클로피디아"는 세계 평화를 보장할 수 있는 엄청난 잠재력을 가지고 있으며 공동 이념을 창출함으로써 "인간의 갈등을 해소하고 하나가 될 수 있다."
몇몇 매체 학자들, 예컨대 〈정보 고속도로로의 귀결〉이라는 논문을 쓴 브라이언 게인스 등에 따르면, 월드 와이드 웹은 개인이 개인용 컴퓨터로 접속하는 월드 브레인이다. 이 정보 고속 도로는 광범위한 매체를 이용하여 "인간의 모든 지식"에 신속 정확하게 접근한다.
그러나, 월드 브레인은 세계 지식의 합성과 정합 시스템을 제안하고 있음을 주목해야 한다. 인터넷에는 그같은 정합이 없다. 그가 말하듯이, 월드 엔사이클로피디아는 "잡동사니가 아니라 정수이고 명확화이고 합성이다."
《월드 브레인》은 정보 기술의 역사에 관심을 가진 이들에게 중요한 문서다. 월드 엔사이클로피디아의 여러 면모들은 대체로 요즘 인터넷의 면모, 특히 위키백과의 면모와 닮았기 때문이다.

## 역사

### 1938
참고 문헌
- H. G. Wells. World Brain. Meuthuen & Co. Limited.
  - H. G. Wells. (1937). "The Idea of a Permanent World Encyclopaedia".  Contribution to the new Encyclopédie Française, August, 1937

### 1939
참고 문헌
- Bernal, John. The Social Function of Science
- Borges, Jorge. "The Total Library." See also: The Library of Babel (1941).
- Bush, Vannevar. "Mechanization and the Record." Note: This is the original verson to be reworked and expanded as his seminal "As We May Think" (1945).

### 1975
참고 문헌
- Jorge Borges. The Book of Sand
- Eugene Garfield. "The World Brain as seen by an Information Entrepreneur." In: Manfred Kochen (1975): pp. 155–176
Cf. Eugene Garfield (1976) "The World Brain as Seen by an Information Entrepreneur" (Comment on Garfield (1975)) in: Essays of an Information Scientist by Eugene Garfield, vol 2 (1974-1976) (Philadelphia PA: ISI Press, 1977) pp. 638–639 (reprinted from Current Contents no. 48, Nov 29, 1976)
Cf. W. Boyd Rayward (1975). The Universe of Information
- Manfred Kochen (ed.) Information for Action: from Knowledge to Wisdom. New York: Academic Press
  - (1972) "WISE: a World Information Synthesis and Encyclopaedia," Journal of Documentation 28: 322-341
- W. Boyd Rayward. The Universe of Information: The Work of Paul Otlet for Documentation and International Organisation (FID520, VINITI, Moscow)

### 1987
참고 문헌
- Abraham Goodman. "The 'world brain/world encyclopaedia' concept: its historical roots and the contributions of H.J.A. Goodman to the ongoing evolution and implementation of the concept." ASIS'87: Proceedings 50th Annual Meeting American Society Information Science. pp. 91–98. Learned Information, Medford, New Jersey,

### 1994
참고 문헌
- W. Boyd Rayward. "Visions of Xanadu: Paul Otlet (1868-1944) and Hypertext." Journal of the American Society for Information Science 45: 235-250.
- H. G. Wells. World Brain: H. G. Wells on the Future of World Education, London: Adamantine Press.

### 1996
참고 문헌
- Martin Campbell-Kelly & William Aspray (1996). Computer: A History of the Information Machine (Annual Gresham College BSHM Lecture, 09/11/2006). See: "From the World Brain to The World Wide Web"
- Brian R. Gaines (1996). "Convergence to the Information Highway." (Excerpt: "The World Brain" )

### 1997
참고 문헌
- Abraham Goodman. Fashioning the Emerging World Brain / World Mind (A Workshop at the University of Calgary, Calgary, Alberta)
- Michael Lesk. Practical Digital Libraries: Books, Bytes, and Bucks

### 1998
참고 문헌
- Norman L. Johnson. Collective Problem Solving: Functionality beyond the Individual. Los Alamos Working Paper LA-UR-98-2227.
- Larry Page & Sergey Brin. Google Inc. founded.
- Edward O. Wilson. Consilience: The Unity of Knowledge

### 1999
참고 문헌
- Tim Berners-Lee, Mark Fischetti and Michael L. Dertouzos. Weaving the Web: The Original Design and Ultimate Destiny of the World Wide Web
  - Cf. Robert Cailliau & James Gillies (2000). How the Web was Born: The Story of the World Wide Web.
- Steven DeRose & Andries van Dam. "Document Structure and Markup in the FRESS Hypertext System," Alias: "The Lost Books of Hypertext," Markup Languages: Theory & Practice Vol. 1, Iss. 1 (Winter 1999) 7-32. (with 60 references).
- Martin Gardner. "The Internet: A World Brain?" Skeptical Inquirer (Jan-Feb, 1999)
- Eugene Garfield. "From the World Brain to the Informatorium." Information Services & Use 19 (1999): 99-105.  보관됨 2009-10-14 - 웨이백 머신
- Steve Lawrence, C. L. Giles and K. Bollacker. "Digital Libraries and Autonomous Citation Indexing." Computer 32(6) (June 1999), 67-71. [깨진 링크(과거 내용 찾기)]
- W. Boyd Rayward. "H.G. Wells’s Idea of a World Brain: A Critical Re-Assessment." Journal of the American Society for Information Science, 50 (May 15, 1999): 557-579.

## 같이 보기
- 시티즌디움
- 집단 지성
- 정신권